# Władysław Tryliński (inżynier mechanik)

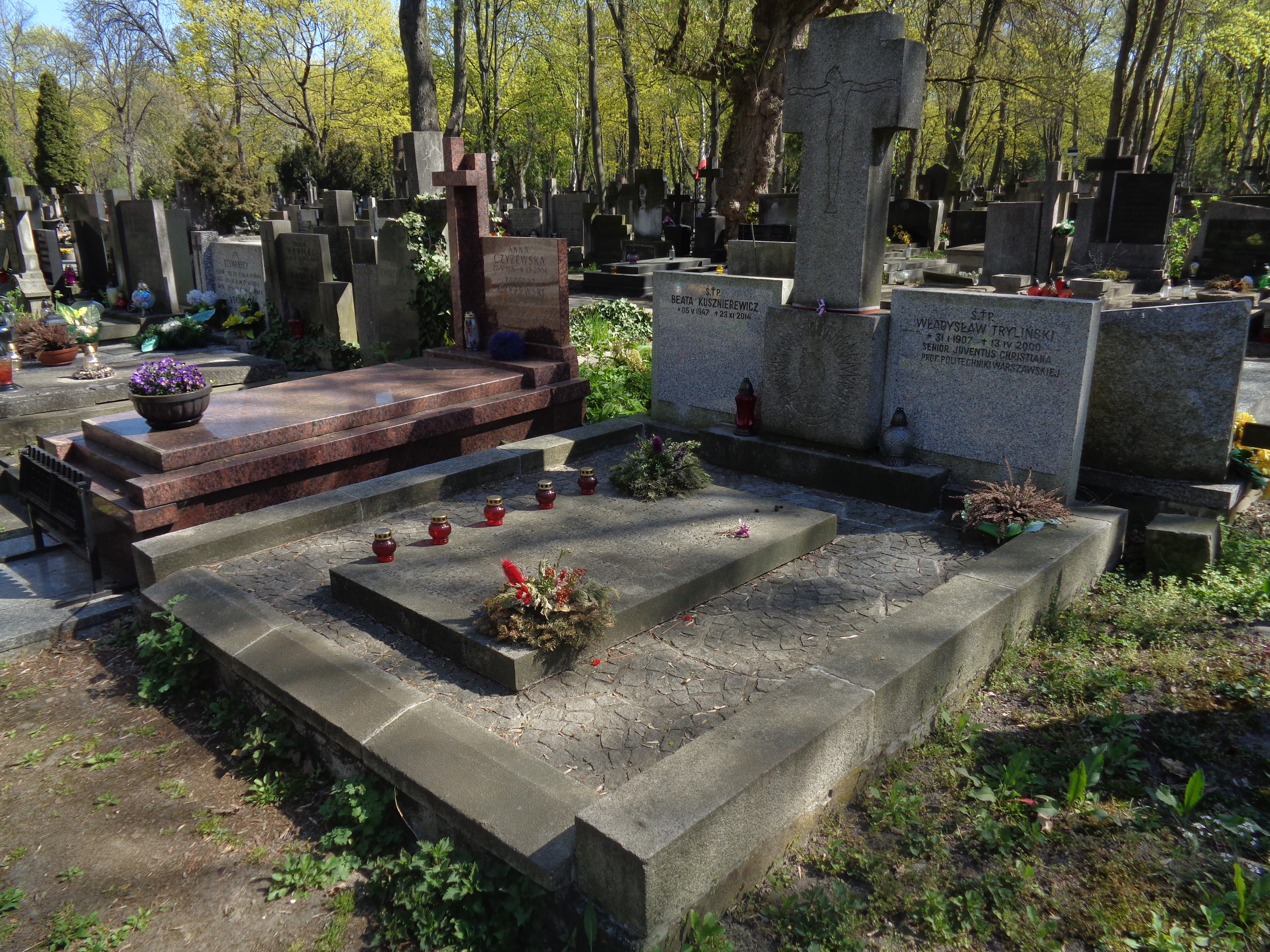
Grób Władysława Trylińskiego na cmentarzu Powązkowskim

Władysław Tryliński (ur. 31 stycznia 1907 w Wilnie, zm. 13 kwietnia 2000 w Warszawie) – polski inżynier mechanik, założyciel i wykładowca Wydziału Mechaniki Precyzyjnej Politechniki Warszawskiej.

## Życiorys
Urodził się w rodzinie Władysława Trylińskiego (1878–1956), inżyniera komunikacji, współtwórcy pierwszego w Europie mostu spawanego, wynalazcy tzw. trylinki, i Beaty z Pieczkowskich (1878–1957). Był bratem Beaty Trylińskiej (1908–1973), inżyniera architekta, zasłużonej w konserwacji warszawskich kościołów i budowli zabytkowych.
W 1925 zdał maturę w gimnazjum im. Stanisława Staszica w Warszawie. Ukończył studia na Politechnice Warszawskiej w 1931. W latach 1936–1938 kierował Wydziałem Sprzętu Lotniczego w Fabryce Karabinów w Warszawie. W 1938 był zastępcą kierownika Biura Projektów. W latach 1948–1951 kierował Działem Zegarowym w warszawskim Centralnym Biurze Konstrukcyjnym. Od 1951 do 1952 był głównym konstruktorem w Centralnym Zarządzie Przemysłowych Urządzeń Mechanicznych.
W latach 1952–1954 był kierownikiem biura konstrukcyjnego Zakładów Wytwórczych Aparatów Wysokiego Napięcia im. Dymitrowa w Warszawie. W 1960 uzyskał tytuł doktora. W 1961 założył na Politechnice Warszawskiej Wydział Mechaniki Precyzyjnej. Do 1970 był kierownikiem Katedry Konstrukcji Przyrządów Precyzyjnych i Optycznych. W 1966 uzyskał tytuł profesora nadzwyczajnego, a w 1973 profesora zwyczajnego. Już jako profesor do 1977 pracował w Instytucie Konstrukcji Przyrządów Precyzyjnych i Optycznych. Był też współtwórcą i przez wiele lat redaktorem czasopisma „Pomiary, Automatyka, Kontrola”.
Był członkiem (1953–1970), następnie przewodniczącym Sekcji Metrologii, Automatyki i Mechaniki Precyzyjnej SIMP, członkiem Rady Naukowej Przemysłowego Instytutu Automatyki i Pomiarów (1966–1980), w 1980 został jej kierownikiem.
Zmarł w Warszawie, pochowany na cmentarzu Powązkowskim (kwatera 141-2-23,24).

## Publikacje
- Drobne mechanizmy i przyrządy precyzyjne. Podstawy Konstrukcji, 1961.
- Poradnik konstruktora przyrządów precyzyjnych i drobnych (red., współautor) 1969.
- Fine Mechanism and Precision Instruments. Principles of Design, Oxford 1971.
- Mechaniczne urządzenia informatyki (współautor) 1975.
- Mechanical Regime of Measuring Instruments w: Handbook of Measurement Science, rozdz. 21, 1983.
- Metodyka konstruowania urządzeń precyzyjnych, 1994.

Jest autorem kilkudziesięciu artykułów naukowych z dziedziny mechaniki precyzyjnej, czterdziestu dwóch patentów, dwunastu opracowanych i wdrożonych do produkcji urządzeń, m.in. czytnika CT-1001 i dziurkarki taśmy perforowanej DZ-102 do elektronicznej maszyny cyfrowej. W 1972 brał udział w pracach komisji powołanej przez Obywatelski Komitet Odbudowy Zamku Królewskiego w związku z inicjatywą odbudowy zamkowego zegara.

## Ordery i odznaczenia
- Krzyż Oficerski Orderu Odrodzenia Polski
- Medal Komisji Edukacji Narodowej
- Medal Politechniki Warszawskiej[6]
- Złota Odznaka Honorowa „Za zasługi dla Warszawy”
- Złota Odznaka SIMP
- Odznaka „Za zasługi dla przemysłu maszynowego”

## Nagrody
- II (w 1965) i III (w 1968) nagroda w konkursie na Mistrza Techniki